# Festival cinematografico internazionale di Mosca 2015
La 37ª edizione del Festival cinematografico internazionale di Mosca si è svolta a Mosca dal 19 al 26 giugno 2015.
Il Giorgio d'Oro fu assegnato al film bulgaro Karăci diretto da Ivajlo Hristov.

## Giuria
- Jean-Jacques Annaud ( Francia - Presidente della Giuria)
- Jacqueline Bisset ( Regno Unito)
- Fred Breinersdorfer ( Germania)
- Andrew Vajna ( Ungheria)
- Aleksej Fëdorčenko ( Russia)

## Film in competizione
| Film                      | Regista             | Nazione          |
| ------------------------- | ------------------- | ---------------- |
| Karăci                    | Ivajlo Hristov      | Bulgaria         |
| Armi elää!                | Jörn Donner         | Finlandia        |
| Arventur                  | Irina Evteeva       | Russia           |
| Kimi wa iiko              | Mipo Oh             | Giappone         |
| Enklava                   | Goran Radovanovic   | Germania, Serbia |
| Los héroes del mal        | Zoe Berriatúa       | Spagna           |
| Milyj Chans, dorogoj Pëtr | Aleksandr Mindadze  | Germania, Russia |
| Orlean                    | Andrej Proškin      | Russia           |
| Rosita                    | Frederikke Aspöck   | Danimarca        |
| The Road                  | Rana Salem          | Libano           |
| Darya va mahi parande     | Mehrdad Ghafarzadeh | Iran             |
| Toll Bar                  | Zhasulan Poshanov   | Kazakistan       |

## Premi
- Giorgio d'Oro: Karăci, regia di Ivajlo Hristov
- Premio Speciale della Giuria: Irina Evteeva, regia di Arventur
- Giorgio d'Argento:
  - Miglior Regista: Frederikke Aspöck per Rosita
  - Miglior Attore: Yerkebulan Daiyrov per Toll Bar
  - Miglior Attrice: Elena Ljadova per Orlean
- Premio Speciale per un eccezionale contributo al mondo del cinema: Jean-Jacques Annaud
- Premio Stanislavskij: Jacqueline Bisset